# Łazy (Dąbrowa Górnicza)
Łazy – część miasta oraz dzielnica Dąbrowy Górniczej, położona we wschodniej części miasta. Oddalona o 19 km od centrum. Powierzchnia 339 ha. Jako dzielnica od 1977 roku. 

## Historia
Łazy to historyczna część Okradzionowa i do początku XIX wieku stanowiły jego przysiółek. Nazwa Łazy pojawiła się w XVII wieku przy okazji sporządzenia inwentarzy Klucza Sławkowskiego, określono w nich, że na gruntach okradzionowskich istnieje Wójtostwo Łazy. Dopiero około 1810 roku Łazy uzyskały status wsi wydzielonej z gruntów Okradzionowa. Od 1865 roku przynależały do Gminy Łosień. Po reformie administracyjnej w 1955 miejscowość została włączona do gromady Błędów a 1 stycznia 1962 roku włączona została do gromady Okradzionów. Po kolejnej reformie administracyjnej i likwidacji gromad Łazy wchodziły ponownie w skład Gminy Łosień, a od 27 maja 1975 roku zostały włączone do miasta Ząbkowice. W wyniku kolejnej reformy administracyjnej z dniem 1 lutego 1977 roku Łazy włączono w granice Dąbrowy Górniczej.
Często potocznie Łazy są określane jako Łazy Błędowskie. Jest to jednak błędna nazwa, gdyż zgodnie z historyczną i oficjalną terminologią są to Łazy wchodzące w skład Dąbrowy Górniczej, a znajduje się tam ulica Łazy Błędowskie.

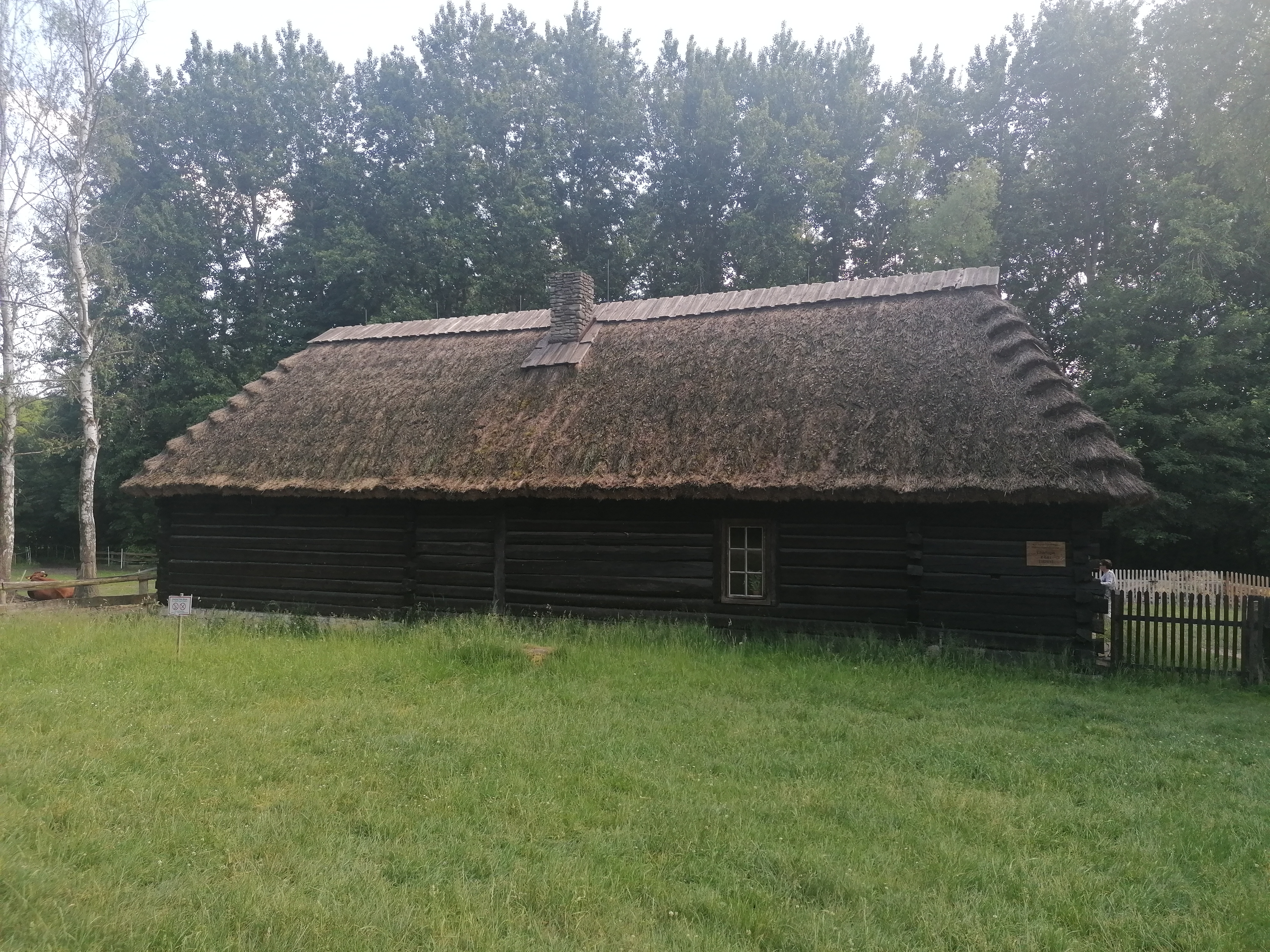
Chata z Łaz z 1874, Górnośląski Park Etnograficzny w Chorzowie